# Techno
Techno este o formă de muzică dance electronic, apărută în Detroit, Michigan, în Statele Unite, în a doua jumătate a anilor 1980. Prima utilizare înregistrată a termenului techno ca referire la un gen muzical specific a fost în 1988. În prezent există mai multe stiluri de techno, printre care și Detroit techno, care este considerat un stil de bază, de la care au evoluat o serie de alte subgenuri.
Muzica techno din Detroit este încă un gen foarte popular, a cărui fondatori sunt: Derrick May, Juan Atkins și Kevin Saunderson. Alti reprezentanti sunt: Jeff Mills, Carl Craig si Richie Hawtin. 
Cel mai des compusă și produsă în studiouri de înregistrare mici și apoi remixată de catre disc-jockey în cluburi și la petreceri, techno este mai întâi o muzică pentru a dansa.
Din cei patru indivizi responsabili pentru stabilirea techno-ului ca pe un gen propriu-zis, Juan Aktins este citat drept "Initiatorul". Rolul lui Atkins a fost, de asemenea, recunoscut in 1995 de publicatia americana de technologie a muzicii, Keyboard Magazine, care l-a onorat pe Atkins ca fiind unul dintre cei 12 oameni care conteaza in istoria muzicii electronice. Intr-un final, Atkins a inceput sa isi produca singur muzica sub pseudonimul Model 500, iar in 1985 a stabilit discul record Metroplex. Acelasi an a intalnit o intorsatura importanta pentru scena Detroitului, cu lansarea facuta de Model 500 a piesei "No UFOS", piesa ce este considerata prima productie techno.
Primele ei influențe au fost muzica house din Chicago, muzica electro, muzica new-wave, funk-ul dar și tematicele muzicale futuriste ce erau prezente în cultura populară, printre care și cultura americana industrială de la sfârșitul războiului rece.
Dupa succesul inițial al muzicii techno din Detroit care se dezvolta ca o adevarata cultura muzicală (cel putin pe plan regional) au aparut, în anii 1990, pe plan global, o mulțime de subansambluri de genuri mai mult sau mai puțin legate de genul inițial.
Termenul "techno" este derivat din cuvantul "technology". Ziariști, criticii muzicali și amatorii genului sunt de obicei prudenți referitor la folosirea termenului, temuți de asimilarea posibila ale celoralte genuri de muzica înrudite dar in realitate foarte distincte. În ciuda prudenței, în Romania cuvântul techno este adeseori folosit pentru a desemna orice formă de muzica electronică, soartă imparțită cu cuvintele "electro" și "house".

## Filmografie
- High Tech Soul – Catalog No.: PLX-029; Label: Plexifilm; Released: 2006-09-19; Director: Gary Bredow; Length: 64 minutes.
- Technomania – Released: 1996 (screened at NowHere, an exhibition held at Louisiana Museum of Modern Art, Denmark, between May 15 and 8 septembrie 1996); Director: Franz A. Pandal; Length: 52 minutes.
- Tresor Berlin: The Vault and the Electronic Frontier – Label: Pyramids of London Films; Released 2004; Director: Michael Andrawis; Length: 62 minutes
- We Call It Techno! – A documentary about Germany's early Techno scene and culture – Label: Sense Music & Media, Berlin, DE; Released: June 2008; Directors: Maren Sextro & Holger Wick.
- Kvadrat – Film documentar de lung metraj despre DJ-ul rus Andrey Pushkarev. Premierǎ: 2013; Regizor: Anatoly Ivanov; Durata: 107 minute.